# Chée
Chée (franska: la Chée) är en 64,7 km lång flod i departementen Meuse och Marne i nordöstra Frankrike. Källan ligger i Barrois, nära Marat-la-Grande, en by i Les Hauts-de-Chée. Floden flödar i allmänhet sydväst. Den är en högerbiflod till Saulx, och de möts vid Vitry-en-Perthois, near Vitry-le-François. Dess huvudbiflod är i sin tur Vière.

## Departement och kommuner längs med floden
Listan är ordnad från källa till mynning:
- Meuse: Les Hauts-de-Chée, Rembercourt-Sommaisne, Louppy-le-Château, Villotte-devant-Louppy, Laheycourt, Noyers-Auzécourt, Nettancourt, Brabant-le-Roi, Revigny-sur-Ornain
- Marne: Vroil, Bettancourt-la-Longue, Alliancelles, Heiltz-le-Maurupt, Jussecourt-Minecourt, Heiltz-l'Évêque, Outrepont, Changy, Merlaut, Vitry-en-Perthois